# حوزه انتخابیه خمینی‌شهر
حوزهٔ انتخابیه خمینی‌شهر یکی از حوزه‌های استان اصفهان برای انتخابات مجلس شورای اسلامی است. این حوزه به مرکزیت خمینی‌شهر ۱ نماینده دارد.

## نمایندگان

### دورۀ دهم
- سید محمدجواد ابطحی[۱]

### دوره یازدهم
- محمدتقی نقدعلی

### دوره دوازهم
- محمدتقی نقدعلی